# Emanuele Filippini
Pour les articles homonymes, voir Filippini.
Emanuele Filippini (né le 3 juillet 1973 à Brescia, en Lombardie) est un footballeur italien qui a joué au poste de milieu de terrain notamment pour le Brescia Calcio. Il est le frère jumeau de Antonio Filippini.

## Statistiques détaillées

### En club
| Saison      | Club               | Pays   | Championnat | Championnat | Championnat |
| Saison      | Club               | Pays   | Division    | Matchs      | Buts        |
| ----------- | ------------------ | ------ | ----------- | ----------- | ----------- |
| 1992 - 1993 | Calcio Ospitaletto | Italie | Serie C2    | 27          | 1           |
| 1993 - 1994 | Calcio Ospitaletto | Italie | Serie C2    | 32          | 2           |
| 1994 - 1995 | Calcio Ospitaletto | Italie | Serie C1    | 30          | 2           |
| 1995 - 1996 | Brescia Calcio     | Italie | Serie B     | 22          | 2           |
| 1996 - 1997 | Brescia Calcio     | Italie | Serie B     | 28          | 1           |
| 1997 - 1998 | Brescia Calcio     | Italie | Serie A     | 30          | 0           |
| 1998 - 1999 | Brescia Calcio     | Italie | Serie B     | 33          | 0           |
| 1999 - 2000 | Brescia Calcio     | Italie | Serie B     | 30          | 1           |
| 2000 - 2001 | Brescia Calcio     | Italie | Serie A     | 28          | 0           |
| 2001 - 2002 | Brescia Calcio     | Italie | Serie A     | 29          | 1           |
| 2002 - 2003 | Parma AC           | Italie | Serie A     | 30          | 2           |
| 2003 - 2004 | Parma AC           | Italie | Serie A     | 12          | 1           |
| 2003 - 2004 | US Palerme         | Italie | Serie B     | 20          | 4           |
| 2004 - 2005 | Lazio Rome         | Italie | Serie A     | 27          | 0           |
| 2005 - 2006 | Treviso FBC        | Italie | Serie A     | 30          | 2           |
| 2006 - 2007 | Bologna FC         | Italie | Serie B     | 34          | 1           |
| 2007 - 2008 | Livourne Calcio    | Italie | Serie A     | 30          | 1           |
| 2008 - 2009 | Livourne Calcio    | Italie | Serie B     | 11          | 0           |

## Palmarès

### En club
- Avec Brescia Calcio :
  - Champion d'Italie de Serie B en 1997.

- Avec US Palerme :
  - Champion d'Italie de Serie B en 2004.

## Quelques chiffres
- 216 matchs en Serie A.
- 178 matchs en Serie B.
- 7 buts en Serie A.
- 9 buts en Serie B.
- 9 matchs en C3.
- 2 buts en C3.

## Carrière d'entraineur
- 2016-2017 :  Ciliverghe
- 2017-aout 2017 :  Imolese
- depuis oct. 2017 :  Rezatto